# Canon EOS-1D Mark II
Canon EOS-1D Mark II – profesjonalna lustrzanka cyfrowa japońskiej firmy Canon z serii EOS. Jej premiera miała miejsce 29 stycznia 2004 roku. Posiada matrycę CMOS o wymiarach 28,7 mm × 19,1 mm (APS-H) i rozdzielczości 8,2 megapikseli. W wyposażeniu aparatu znajduje 2-calowy ekran LCD z trybem Live View. Jego poprzednikiem jest Canon EOS-1D.